# Saint-Jacques-de-la-Lande
Saint-Jacques-de-la-Lande (bretonisch: Sant-Jakez-al-Lann) ist eine französische Gemeinde mit 13.593 Einwohnern (Stand: 1. Januar 2022) im Département Ille-et-Vilaine in der Region Bretagne. Sie gehört zum Arrondissement Rennes, zum Kanton Rennes-5 und ist Mitglied im Gemeindeverband Rennes Métropole.

## Geographie
Die Gemeinde liegt im Großraum südwestlich von Rennes am Ost-Ufer des Flusses Vilaine. Im Norden durchquert das Flüsschen Blosne das Gemeindegebiet.

### Nachbargemeinden
Umgeben ist Saint-Jacques-de-la-Lande von den Nachbargemeinden Rennes im Norden, Noyal-Châtillon-sur-Seiche im Osten, Chartres-de-Bretagne im Südosten, Bruz im Süden, Chavagne im Südwesten sowie Le Rheu im Nordwesten.

## Geschichte
Anfang des 15. Jahrhunderts als Saint Jacobi de Foresta erwähnt und später (17. Jahrhundert) als St. Iames in Karten verzeichnet, gewann die Gemeinde während des Zweiten Weltkriegs seine Bedeutung als Luftwaffenstützpunkt.

### Bevölkerungsentwicklung
| Jahr      | 1806 | 1846 | 1906  | 1954  | 1962  | 1968  | 1975  | 1982  | 1990  | 1999  | 2006  | 2017   |
| --------- | ---- | ---- | ----- | ----- | ----- | ----- | ----- | ----- | ----- | ----- | ----- | ------ |
| Einwohner | 731  | 796  | 1.056 | 3.472 | 4.637 | 6.587 | 6.881 | 6.324 | 6.189 | 7.582 | 9.642 | 13.087 |

## Wirtschaft und Infrastruktur
Inmitten der Gemeinde liegt der Flughafen Rennes-Saint-Jacques. Der Ort hat einen Bahnhof an der Bahnstrecke Rennes–Redon.

## Sehenswürdigkeiten
Neben der Kirche Notre Dame, errichtet Mitte des 19. Jahrhunderts von Jacques Mellet, ist das Château du Haut-Bois aus dem 18. Jahrhundert sehenswert. Als Ressort ist der Naturpark de la Morinais zu erwähnen.

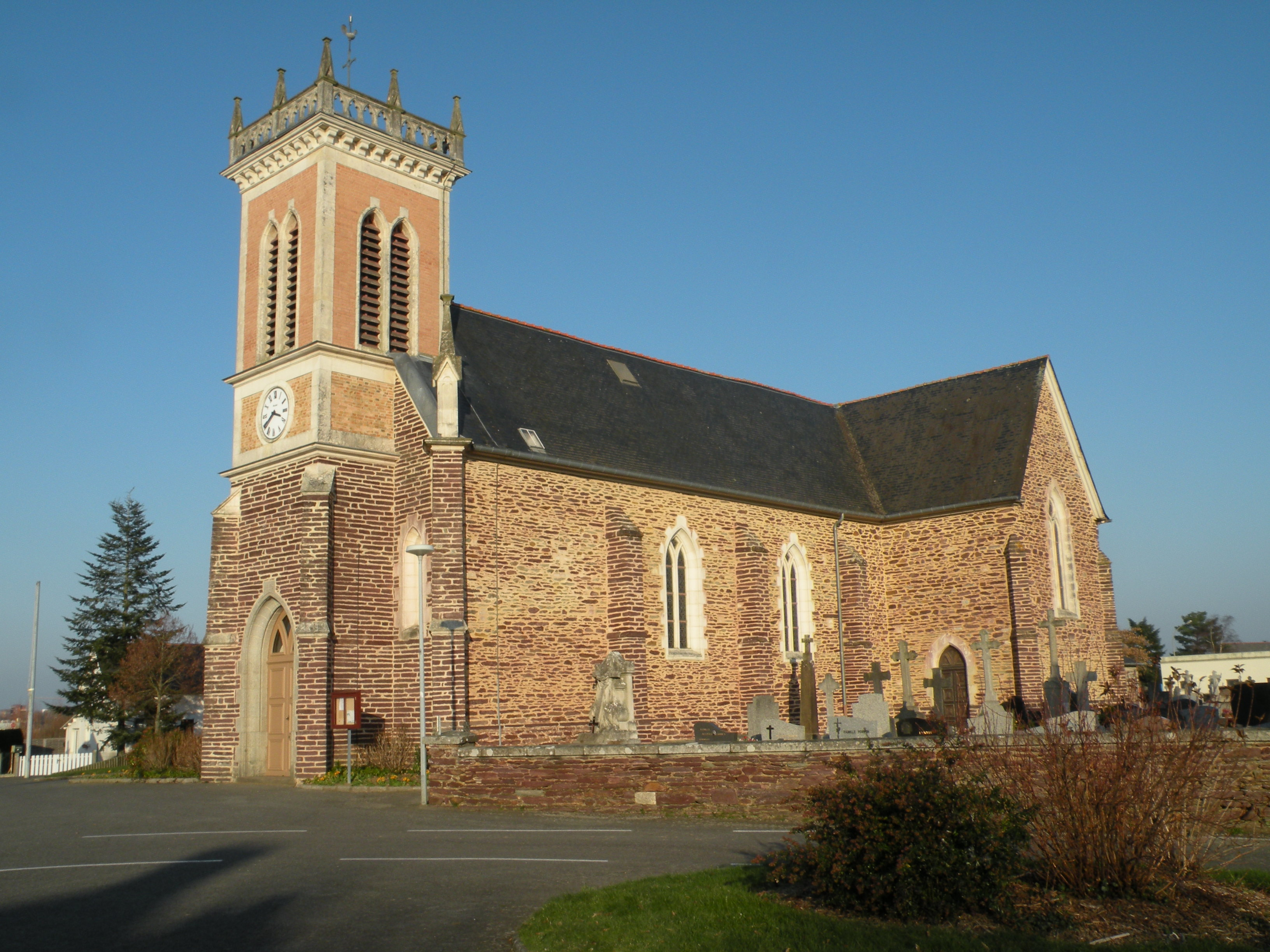
Kirche Notre Dame